# Весман Фрідріх Карлович
Фрідріх Карлович Весман (лат. Frīdrihs Vesmanis; 15 квітня 1875, Рундальська волость — 7 грудня 1941, Солікамська в'язниця) — латвійський юрист і політик. Перший речник Сейму Латвії. Працював адвокатом у Мітаві та у Петербурзі. Журналіст. Один із перших членів Виборчої комісії Латвії. Депутат Установчих зборів Латвії та 1-го Сейму Латвії. Посол Латвії у Сполученому Королівстві. 1927 року був кандидатом у президенти Латвії. Кавалер Ордену Трьох Зірок. Представляв політичну силу «Латвійська соціал-демократична робітнича партія». Закінчив Тартуський університет та Петербурзький університет. Видавець «Sociāldemokrāts» та «Latviešu Strādnieks».